# 生效日期
生效日期（英語：effective date）或截止日期（英語：as of date），是某些內容被視為生效的日期，可以是過去、現在或將來的日期。這可能與紀錄事件發生的日期不同。